# Emmanuel Emenike

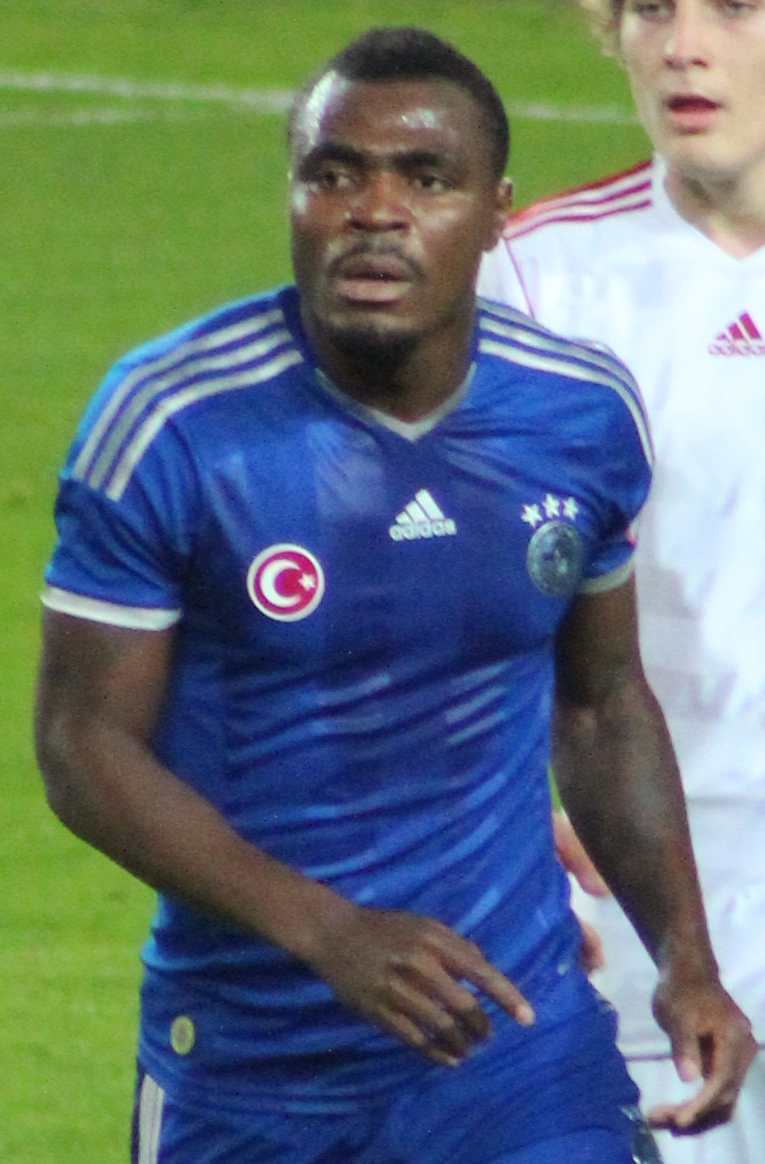
Emmanuel Emenike (2014)

Emmanuel Chinenye Emenike (* 10. května 1987, Otuocha) je nigerijský fotbalový útočník a bývalý reprezentant, od listopadu 2019 bez angažmá.

## Klubová kariéra

### Delta Force F.C.
Emenika začal svoji fotbalovou kariéru v klubu Delta Force FC.

## Reprezentační kariéra
V A-mužstvu Nigérie debutoval v roce 2011. Se čtyřmi góly se stal nejlepším kanonýrem Afrického poháru národů 2013 konaného v Jihoafrické republice, získal zde s nigerijskou reprezentací i titul. Zúčastnil se i Mistrovství světa ve fotbale 2014 v Brazílii.

V říjnu 2015 oznámil konec reprezentační kariéry, celkem odehrál za nigerijský národní tým 37 utkání a vstřelil 9 gólů.